# متن الرحبية
بغية الباحث عن جُمل الموارث المعروفة بـ متن الرحبية ، متن في علم الفرائض، من تأليف أبي عبد الله محمد بن علي بن محمد بن الحسن الرحبي الشافعي المعروف بابن المتقنة المتوفى 577 هـ.
والمتن منظوم على بحر الرجز وزنه «مستفعلن» ست مرات وعدد أبياته 176 بيتاً. قال الشنشوري في «الدرة المضيئة» أنها «من أنفع ما صنّف في هذا العلم للمبتدئ».
والناظم ابن المتقنة شافعي المذهب، فلم يذكر في المتن ما يتعلق ببابيّ الردّ وميراث ذوي الأرحام بناء على المذهب الشافعي من عدم القول بالرد وعدم توريث ذوي الأرحام، لذا قام عبد الله بن صالح الخليفي الحنبلي المتوفى 1381 هـ بنظمها في 11 بيتاً.

## شروح المتن
للمتن عدد كبير من الشروح والحواش والاختصارات، نذكر منها:
- «التحفة القدسية في اختصار الرحبية» - لابن الهائِم.[5]
- «شرح الرحبية» - لسبط المارديني، وقد وضع البقري حاشية على هذا الشرح.[6]
- «الفوائد الشنشورية في شرح المنظومة الرحبية» لعبد الله بن محمد الشنشوري فرغ من تأليفها سنة 984 هـ.[7] وقد ألف العلماء عدد من الحواش لهذا المصنف ويعد من الكتب المعتمدة في مناهج علم الفرائض في كثير من البلاد الإسلامية.[8]
- «شرح الرحبية» - لعلي بن عَبْد القَادِر النبتيتي.[9]

- متن الرحبية والفوائد الجلية في المباحث الفرضية تأليف بن باز.

## الترجمة

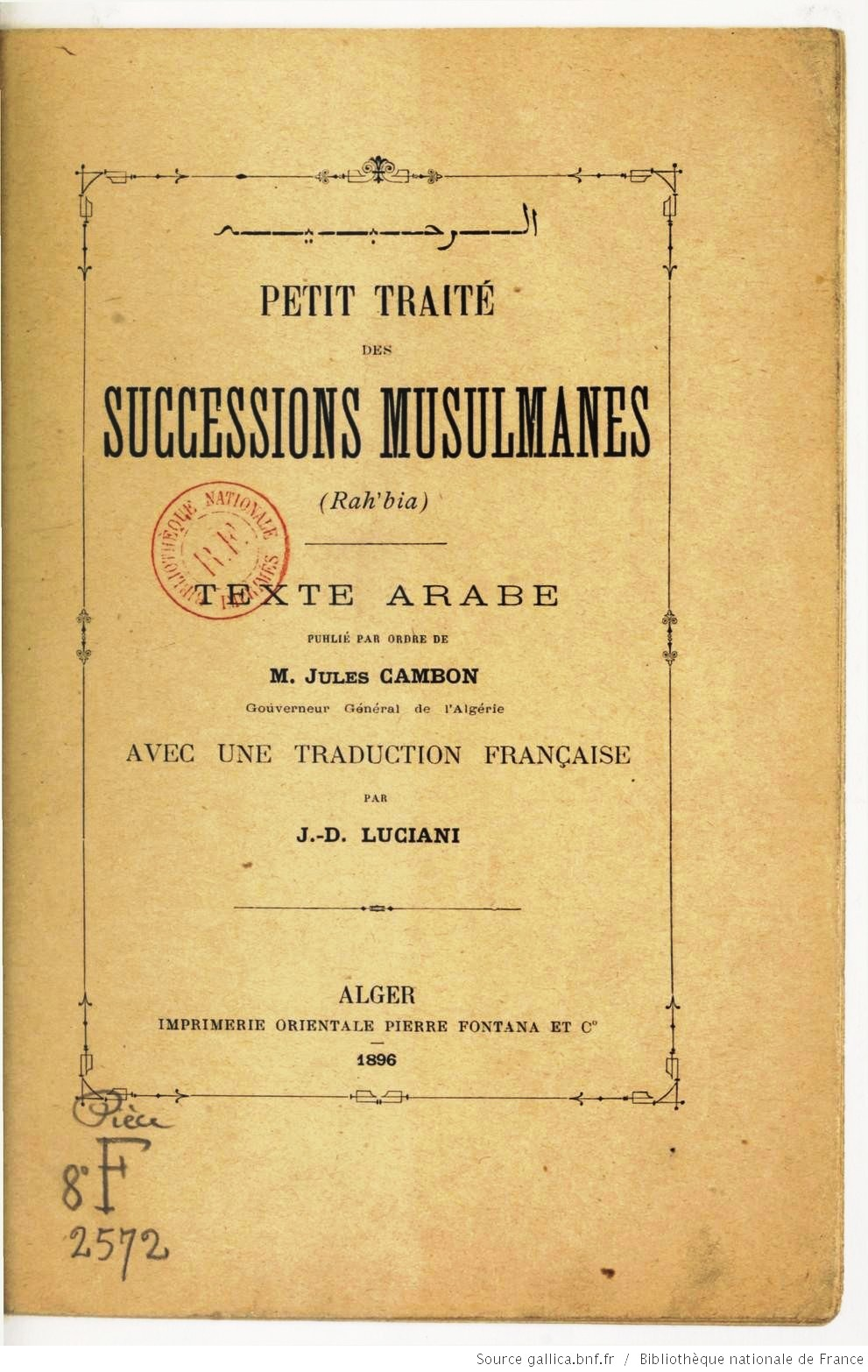
صورة من الترجمة الفرنسية للرحبية - 1896 م.

نشر المستشرق الإنجليزى السير وليم جونز المتن مع ترجمة وشرح بالإنكليزية، ونشر في كلكتة عام 1782 م.
كما ترجمت إلى الفرنسية من قِبَل لوسياني Jean-Dominique Luciani تحت اسم "Petit traité des successions musulmanes"، وطبعت في الجزائر سنة 1896 م ، وكانت مقررة للتدريس.

## المصدر
1. ↑  الزركلي، خير الدين (أيار 2002 م). الأعلام - ج 6 (ط. الخامسة عشر). بيروت: دار العلم للملايين. ص. 279. مؤرشف من الأصل في 2019-12-10. {{استشهاد بكتاب}}: تحقق من التاريخ في: |سنة= (مساعدة)
2. ↑  ابن قاسم، عبد العزيز بن إبراهيم (1420 هـ). الدليل إلى المتون العلمية (ط. الأولى). الرياض: دار الصميعي. ص. 470. ISBN:9960361594. مؤرشف من الأصل في 29 سبتمبر 2018. {{استشهاد بكتاب}}: تحقق من التاريخ في: |سنة= (مساعدة)
3. ↑  الشنشوري الشافعي، عبد الله بن محمد (1381 هـ). الدرة المضية في شرح الفارضية (ط. الأولى). دمشق - الحلبوني: المكتب الإسلامي - طبع على نفقة قاسم بن درويش فخرو. ص. 7. مؤرشف من الأصل في 16 ديسمبر 2019. {{استشهاد بكتاب}}: تحقق من التاريخ في: |سنة= (مساعدة)
4. ↑  القاسم، عبد المحسن بن محمد (1430 هـ). متون طالب العلم - ج 4 (ط. الأولى). الرياض. ص. 94. {{استشهاد بكتاب}}: تحقق من التاريخ في: |سنة= (مساعدة)
5. ↑  الزركلي، خير الدين (أيار 2002 م). الأعلام - ج 1 (ط. الخامسة عشر). بيروت: دار العلم للملايين. ص. 226. مؤرشف من الأصل في 2019-12-11. {{استشهاد بكتاب}}: تحقق من التاريخ في: |سنة= (مساعدة)
6. ↑  "الإمام الرحبي". دار الإفتاء المصرية. مؤرشف من الأصل في 6 يناير 2014. اطلع عليه بتاريخ ربيع الأول 1435 هـ. {{استشهاد ويب}}: تحقق من التاريخ في: |تاريخ الوصول= (مساعدة)
7. ↑  سركيس، يوسف اليان. معجم المطبوعات العربية - ج 2. القاهرة: مكتبة الثقافة الدينية. ص. 1147. مؤرشف من الأصل في 2016-05-28.
8. ↑  ojs.mediu.edu.my/index.php/majmaa/article/download/495/341
9. ↑  الزركلي، خير الدين (أيار 2002 م). الأعلام - ج 4 (ط. الخامسة عشر). بيروت: دار العلم للملايين. ص. 301. مؤرشف من الأصل في 2019-12-11. {{استشهاد بكتاب}}: تحقق من التاريخ في: |سنة= (مساعدة)
10. ↑  بديوي، عبد الرحمن (1992). "جونز". موسوعة المستشرقين. موسوعة شبكة المعرفة الريفية. مؤرشف من الأصل في 10 يوليو 2012. اطلع عليه بتاريخ تشرين الأول 2013. {{استشهاد ويب}}: تحقق من التاريخ في: |تاريخ الوصول= (مساعدة)صيانة الاستشهاد: BOT: original URL status unknown (link)
11. ↑  العقيقي، نجيب (1964 م). المستشرقون - ج 1 (ط. الثالثة). القاهرة: دار المعارف بمصر. ص. 237. مؤرشف من الأصل في 30 مايو 2016. {{استشهاد بكتاب}}: تحقق من التاريخ في: |سنة= (مساعدة)